# Соната для фортепіано № 20 (Бетховен)
Соната для фортепіано № 20 Л. ван Бетховена соль мажор, op. 49 № 2 написана в 1796 році, проте опублікована лише 1805 року.
Складається з 2-х частин:
1. Allegro ma non troppo
2. Tempo di Menuetto